# 關雅濃
關雅濃（1933年3月9日出生- ）。江苏省南京市人。一级作曲。京劇作曲家，滿族，獲評中國國家1級作曲的正高級職稱，著有《關雅濃京劇音樂唱腔創作選集》等書。
作品有新編古裝京劇《李清照》、《杜十娘》、《對花槍》、《契丹英后》、《晨鐘驚夢》；現代京劇（京劇現代戲）《蝶戀花》、《恩仇戀》等。